# Rheinstadion
A Rheinstadion egy labdarúgó-stadion volt Düsseldorfban, Németországban.
A stadion a Fortuna Düsseldorf nevezetű helyi csapat otthonául szolgált 1974 és 2002 között. 
Az 1974-es labdarúgó-világbajnokság és az 1988-as labdarúgó-Európa-bajnokság egyik helyszíne volt. 
Itt rendezték az 1974–75-ös UEFA-kupa és az 1980–81-es kupagyőztesek Európa-kupája döntőjét.

## Események

### UEFA-kupa-döntő
| Dátum       | Pályaválasztó            | Eredmény | Vendég | Forduló | Nézők  |
| ----------- | ------------------------ | -------- | ------ | ------- | ------ |
| 1975.05.07. | Borussia Mönchengladbach | 0–0      | Twente | Döntő   | 42 000 |

### KEK-döntő
| Dátum       | Pályaválasztó   | Eredmény | Vendég          | Forduló | Nézők |
| ----------- | --------------- | -------- | --------------- | ------- | ----- |
| 1981.05.13. | Dinamo Tbiliszi | 2–1      | Carl Zeiss Jena | Döntő   | 9 000 |

### 1974-es világbajnokság
| Dátum       | Időpont (CET) | Pályaválasztó | Eredmény | Vendég      | Forduló    | Nézők  |
| ----------- | ------------- | ------------- | -------- | ----------- | ---------- | ------ |
| 1974.06.15. | 16.00         | Svédország    | 0–0      | Bulgária    | 3. csoport | 23 800 |
| 1974.06.23. | 16.00         | Svédország    | 3–0      | Uruguay     | 3. csoport | 28 300 |
| 1974.06.26. | 16.00         | NSZK          | 2–0      | Jugoszlávia | B csoport  | 67 385 |
| 1974.06.30. | 19.30         | NSZK          | 4–2      | Svédország  | B csoport  | 67 800 |
| 1974.07.03. | 19.30         | Svédország    | 2–1      | Jugoszlávia | B csoport  | 41 300 |

### 1988-as Európa-bajnokság
| Dátum       | Időpont (CET) | Pályaválasztó | Eredmény | Vendég      | Forduló   | Nézők  |
| ----------- | ------------- | ------------- | -------- | ----------- | --------- | ------ |
| 1988.06.10. | 20.15         | NSZK          | 1–1      | Olaszország | A csoport | 62 552 |
| 1988.06.15. | 17.15         | Anglia        | 1–3      | Hollandia   | B csoport | 63 940 |